# Säll är then man som hafwer kär
Säll är then man som hafwer kär är en psalmparafras på Psaltaren 41 i sju verser. Den tyska förlagan är skrivet av Cornelius Becker, Wohl mag der sein ein selig' Mann i hans Becker Psalter. Musiken är troligen komponerad av Heinrich Schütz. Vem som översatt psalmen till svenska i 1695 års psalmbok är okänt.
Psalmen inleds 1695 med orden:
Säll är then man som hafwer kär
Then elända och then arma

## Publicerad i
- 1572 års psalmbok med titeln SÄl är then man som haffuer käär under rubriken "Någhra Davidz Psalmer".[1]
- Göteborgspsalmboken under rubriken "Om Lögn och thes Löön".[2]
- 1695 års psalmbok som nr 52 under rubriken "Konung Davids Psalmer"